# Venancio Pérez
Pour les articles homonymes, voir Pérez.
Pérez  García est un nom espagnol. Le premier nom de famille, en général paternel, est Pérez ; le second, en général maternel, souvent omis, est García.
Venancio Pérez, surnommé Venancio, né le 22 avril 1921 à Sestao en Espagne et mort le 28 novembre 1994 à Saint-Sébastien, est un footballeur international espagnol qui occupe essentiellement le poste d'intérieur droit. Évoluant durant sa carrière dans des clubs basques, il dispute la Primera División lors de son passage à l'Athletic Bilbao, un club dont il fait partie de la « segunda delantera histórica ». Il compte 11 sélections et quatre buts avec l'équipe d'Espagne.

## Biographie

### Jeunesse
Issu d'une famille aux ressources économiques limitées, Venancio travaille dès son plus jeune âge dans les Altos Hornos de Vizcaya, les hauts fourneaux du Pays basque. Grand et athlétique, il joue dans sa jeunesse à la pelote à main nue et ne devient footballeur professionnel qu'à 24 ans.

### Carrière de joueur

#### En club
Venancio commence le football au cours de son service militaire à Vitoria. Il rejoint le SD Erandio en 1944, y a une prime de 700 pesetas et est avec ce club champion de Tercera División en 1944.
Venancio rejoint l'Athletic Bilbao au début de l'année 1945 contre 25 000 pesetas. Il fait ses débuts en Primera División le 8 avril 1945 à domicile à San Mamés face au Real Oviedo, un match qui se solde par une victoire des visiteurs 1-0. Bilbao remporte en fin de saison la Coupe d'Espagne, Venancio dispute une des deux rencontres des demi-finales de son club mais pas la finale. Ne disputant que peu de rencontres lors de ses premières saisons, il est prêté en 1947 au Barakaldo CF, alors en Segunda División. Pendant ce prêt, c'est José Iraragorri qui est titulaire à son poste à Bilbao.
Rappelé à Bilbao en milieu de saison 1948-1949, il inscrit un doublé pour son premier match officiel lors de la réception du CD Alcoyano le 20 février. Jouant plus régulièrement que lors de son premier passage, il fait partie avec Piru Gaínza, Rafael Iriondo, José Luis Panizo et Telmo Zarra d'une ligne d'attaque ayant marqué le club, et étant appelée la segunda delantera histórica. Il remporte la Coupe d'Espagne en 1950 ainsi que la Coupe Eva Duarte la même année, est crédité de la victoire en Coupe d'Espagne en 1955 sans avoir disputé un match de la compétition et est finaliste des coupes d'Espagne 1949 et 1953. Membre de la ligne d'attaque initialement, il dispute un total de 208 matchs pour 93 buts inscrits. Sa position sur le terrain évolue au fil des ans au point de jouer en défense centrale. Une fois sa carrière terminée, Venancio déclare à propos de son club : « Pour moi, l'Athletic m'a sauvé la vie. Dans mes relations d'affaires, cela m'a ouvert de très nombreuses portes importantes. J'étais Venancio et les gens me recevaient différemment. Comment aurais-je pu rêver que je rejoindrais l'Athletic ! C'était comme un miracle, ».
Venancio termine sa carrière après une dernière saison 1955-1956 disputée avec le Barakaldo CF en deuxième division. Il y joue 12 matchs de championnat pour 8 buts marqués.

#### En sélection
La première sélection en équipe nationale de Venancio Pérez a lieu le 12 juin 1949 lors d'un déplacement à Dublin pour affronter la république d'Irlande, un match qui se solde par une victoire espagnole 4-1. Sa dernière sélection avec la Roja se déroule le 17 mars 1954 contre la Turquie à Rome. Cette rencontre est un match d'appui dont le vainqueur se qualifie pour la Coupe du monde de football 1954. Le score étant de deux buts partout à la fin des prolongations, un tirage au sort qualifie la Turquie pour cette phase finale. 
Venancio inscrit son premier but en équipe nationale le 19 mars 1953, en ouvrant le score lors d'un amical contre la Belgique à Barcelone (victoire 3-1). Il marque son deuxième but le 12 juillet 1953, en amical contre le Chili (victoire 1-2 à Ñuñoa). Il inscrit son troisième but le 8 novembre 1953, en ouvrant le score lors d'un amical contre la Suède à Bilbao (2-2). Son quatrième et dernier but est marqué le 6 janvier 1954, contre la Turquie, lors des éliminatoires du mondial 1954, où il ouvre à nouveau le score (victoire 4-1).
Ses onze sélections en équipe nationale se soldent par cinq victoires, quatre matchs nuls, et deux défaites.

### Après-carrière
Après sa retraite, Venancio s'installe à Bilbao et ouvre un magasin de métallurgie. Marié et ayant deux fils, il meurt à Saint-Sébastien le 28 novembre 1994, à 73 ans.

## Palmarès
Venancio Pérez obtient l'essentiel de son palmarès de joueur lorsqu'il évolue à l'Athletic Bilbao. Il remporte en 1950 la Coupe d'Espagne et la Coupe Eva Duarte. Il est également crédité des victoires de son club en Coupe d'Espagne en 1945 bien qu'il ne dispute pas la finale et en 1955 où il ne dispute aucune rencontre de cette compétition. Il participe également aux finales de Bilbao perdues en 1949 et 1953.
Avec le SD Erandio, Venancio Pérez est champion de Tercera División en 1944.

## Statistiques
Le tableau ci-dessous résume les statistiques en match officiel de Venancio Pérez durant sa carrière de joueur professionnel,.
| Saison                | Club                  | Championnat           | Championnat | Championnat | Coupe(s) nationale(s) | Coupe(s) nationale(s) | Supercoupe | Supercoupe | Espagne | Espagne | Total | Total |
| Saison                | Club                  | Division              | M.          | B.          | M.                    | B.                    | M.         | B.         | M.      | B.      | M.    | B.    |
| 1943-1944             | SD Erandio            | Tercera División      | -           | -           | -                     | -                     | -          | -          | -       | -       | 0     | 0     |
| 1944-1945             | Athletic Bilbao       | Primera División      | 5           | 1           | 2                     | 0                     | -          | -          | -       | -       | 7     | 1     |
| 1945-1946             | Athletic Bilbao       | Primera División      | 6           | 2           | 3                     | 2                     | -          | -          | -       | -       | 9     | 4     |
| 1946-1947             | Athletic Bilbao       | Primera División      | 6           | 1           | -                     | -                     | -          | -          | -       | -       | 6     | 1     |
| 1947-1948             | Barakaldo CF          | Segunda División      | 24          | 11          | 3                     | 2                     | -          | -          | -       | -       | 27    | 13    |
| 1948-1949             | Barakaldo CF          | Segunda División      | 19          | 18          | -                     | -                     | -          | -          | -       | -       | 19    | 18    |
| 1948-1949             | Athletic Bilbao       | Primera División      | 6           | 7           | 9                     | 9                     | -          | -          | 2       | 0       | 17    | 16    |
| 1949-1950             | Athletic Bilbao       | Primera División      | 25          | 12          | 6                     | 2                     | -          | -          | -       | -       | 31    | 14    |
| 1950-1951             | Athletic Bilbao       | Primera División      | 30          | 14          | 5                     | 0                     | 2          | 2          | 2       | 0       | 39    | 16    |
| 1951-1952             | Athletic Bilbao       | Primera División      | 30          | 17          | 2                     | 0                     | -          | -          | -       | -       | 32    | 17    |
| 1952-1953             | Athletic Bilbao       | Primera División      | 28          | 10          | 7                     | 8                     | -          | -          | 3       | 2       | 38    | 20    |
| 1953-1954             | Athletic Bilbao       | Primera División      | 23          | 3           | 5                     | 0                     | -          | -          | 4       | 2       | 32    | 5     |
| 1954-1955             | Athletic Bilbao       | Primera División      | 8           | 3           | -                     | -                     | -          | -          | -       | -       | 8     | 3     |
| 1955-1956             | Barakaldo CF          | Segunda División      | 12          | 8           | -                     | -                     | -          | -          | -       | -       | 12    | 8     |
| Total sur la carrière | Total sur la carrière | Total sur la carrière | 222         | 107         | 42                    | 23                    | 2          | 2          | 11      | 4       | 277   | 136   |

## Sources
- (en) Cet article est partiellement ou en totalité issu de l’article de Wikipédia en anglais intitulé « Venancio Pérez » (voir la liste des auteurs).

- (es) Cet article est partiellement ou en totalité issu de l’article de Wikipédia en espagnol intitulé « Venancio Pérez » (voir la liste des auteurs).